# Les Buddenbrook
 (septembre 2021).
Si vous disposez d'ouvrages ou d'articles de référence ou si vous connaissez des sites web de qualité traitant du thème abordé ici, merci de compléter l'article en donnant les références utiles à sa vérifiabilité et en les liant à la section « Notes et références ».
 (septembre 2021).
- Si vous ne connaissez pas le sujet, laissez ce bandeau (vous pouvez alors contacter les auteurs).
- Si vous supprimez le contenu mis en cause (vous pouvez préalablement contacter les auteurs),

argumentez précisément cette suppression dans la page de discussion
(un manque de référence n'est pas un argument ; une recherche réelle de référence doit avoir été effectuée, être formellement documentée).
Les Buddenbrook, sous-titré Le déclin d'une famille (titre original : Buddenbrooks: Verfall einer Familie), est l'un des premiers romans de Thomas Mann, paru en 1901 à Berlin, chez Fischer.
Grâce à cette œuvre de jeunesse, Thomas Mann reçut le prix Nobel de littérature en 1929, alors que cette récompense concerne généralement l'œuvre complète d'un auteur. L'Académie suédoise a précisé que le prix était attribué à Thomas Mann, « principalement pour son grand roman, Les Buddenbrook, qui est de plus en plus reconnu comme l'un des classiques de la littérature contemporaine ».
Inspiré notamment par Le Monde comme Volonté et comme Représentation d'Arthur Schopenhauer, l'ouvrage est aussi marqué par le naturalisme. L'extrême acuité du tableau social de générations successives illustre le destin de la famille lübeckoise Buddenbrook. L'ouvrage peut faire penser à un paquebot qui entraînerait dans son naufrage tous ses passagers, de générations successives, sans aucun secours possible. Les descriptions détaillées de la physionomie des personnages principaux constituent un choix délibéré de l'auteur pour souligner leurs différences de caractère. Les multiples figures issues des « classes dites inférieures » sont également dépeintes avec virtuosité et crédibilité, ajoutant encore au caractère naturaliste du roman.
Dans Les Buddenbrooks, Thomas Mann fait preuve d'une virtuosité en matière socio-historique, psychologique, sociale  et économique qui rappelle, dans une certaine mesure, certains romanciers français du XIXe siècle, tels Honoré de Balzac ou Emile Zola. Thomas Mann est l'un des principaux représentants du roman social en Allemagne au XXe siècle. Le succès considérable de ce premier grand roman permettra à l'écrivain, qui se transformera en « chevalier d'industrie ès lettres », selon le terme de Gérard Valin, de bénéficier avec sa famille de la prospérité qu'avaient connue ses ancêtres de la Hanse. Cette situation financière confortable, entretenue tout au long de sa carrière avec l'aide de son épouse Katia Pringsheim, l'autorisera à poursuivre son oeuvre littéraire et à multiplier ses interventions publiques en toute indépendance d'esprit.

## Contexte
Thomas Mann entame la rédaction de ce roman en 1897, à l'âge de vingt-deux ans, en Italie (Palestrina et Rome), où il séjourne avec son frère, Heinrich. Il a, écrit-il à un ami, « soudainement découvert un sujet », l'histoire de ses propres ancêtres, commerçants de la Hanse, dont la maison avait été fondée en 1790 à Lübeck : c'est dans cette ville qu'il fait la connaissance d'Ida Boy-Ed qui devient sa mécène. Il achève le livre en juillet 1900 à Munich où sa mère Julia s'est installée en 1894 ; le titre est publié en première édition en octobre 1901, par l'éditeur berlinois, Samuel Fischer.
Thomas Mann a  nourri son inspiration, par des lectures éclectiques : Léon Tolstoï, Paul Bourget, Gustave Flaubert, Theodor Fontane, etc. ; Renée Mauperin, roman des frères Goncourt, l'a captivé par son mode d'écriture. Il a par ailleurs recours à certains concepts  philosophiques empruntés à Arthur Schopenhauer et à Friedrich Nietzsche, qui l'amènent à une vision pessimiste de la société en soulignant la décadence des valeurs morales. Il n'avait  pas encore lu, à cette époque, le cycle des Rougon-Macquart, contrairement à son frère Heinrich qui s'était déjà passionné pour la civilisation française. Heinrich et Thomas s'opposeront sur les notions de civilisation française et de culture allemande pendant les vingt premières années du XXe siècle. Leur véritable réconciliation n'interviendra qu'en 1922.

## Vue synthétique du roman
L'ouvrage est divisé en onze parties, subdivisées à leurs tours en chapitres. Le style de Thomas Mann repose à la fois sur la précision des biographies, l'analyse approfondie des sentiments et l'ironie des situations. Chaque personnage principal anime les fils directeurs de destinées qui s'entrecroisent au cours d'une histoire familiale complexe, heurtée et finalement dramatique.
L'action se situe à Lübeck, port historique de la Hanse, entre octobre 1835 et l'automne 1877. Le roman raconte le déclin d'une riche famille de négociants, depuis la fondation de la maison de commerce par Johann Buddenbrock, entrepreneur travailleur et pieux. Devenu veuf avec un enfant, Gotthold, après  un an de mariage, il épouse Antoinette, une riche jeune femme d'origine aristocratique de Hambourg dont il aura un second fils, Jean. Ce dernier le secondera dans l'administration de l'entreprise, avant de prendre la tête de la firme. Il aura lui-même deux garçons, Thomas, Christian, et deux filles, Antonie (Tony) et Clara.
Cette troisième génération se situe au cœur du roman. Thomas, homme brillant et apprécié, hérite de la direction de la prospère société familiale. Il a épousé une jeune femme issue d'une riche famille d'Amsterdam, Gerda Arnoldsen ; ils auront un seul fils, Hanno. Homme actif, engagé dans les affaires politiques de sa ville, Thomas ressent, à la fin de la trentaine déjà, une certaine langueur de l'esprit et une perte d'énergie vitale qui n'iront qu'en s'accentuant avec le temps. Plus tard, il méditera sur les conceptions pessimistes d'Arthur Schopenhauer. Il se met à l'écoute de son espace intérieur, ce qui l'amène au retrait progressif de ses responsabilités commerciales.
Il espère trouver en Hanno son successeur, mais ce ne sera pas le cas : le jeune homme, de nature artiste, est doté d'une constitution peu robuste ; l'avenir professionnel qui l'attend le rebute et l'angoisse, ce qui désespère son père. Tombé malade et ne pouvant plus assumer la direction de la maison de commerce, ni la transmettre à son fils, Thomas ordonne que la firme Buddenbrook soit liquidée dans l'année qui suivra sa propre mort, ce qui intervient dans la dixième partie du roman. La onzième et dernière partie du livre narre les derniers jours de Hanno, emporté en 1877, à l'âge de seize ans, par la fièvre typhoïde. Sa disparition marque la fin de la branche masculine des Buddenbrook.

## Résumé

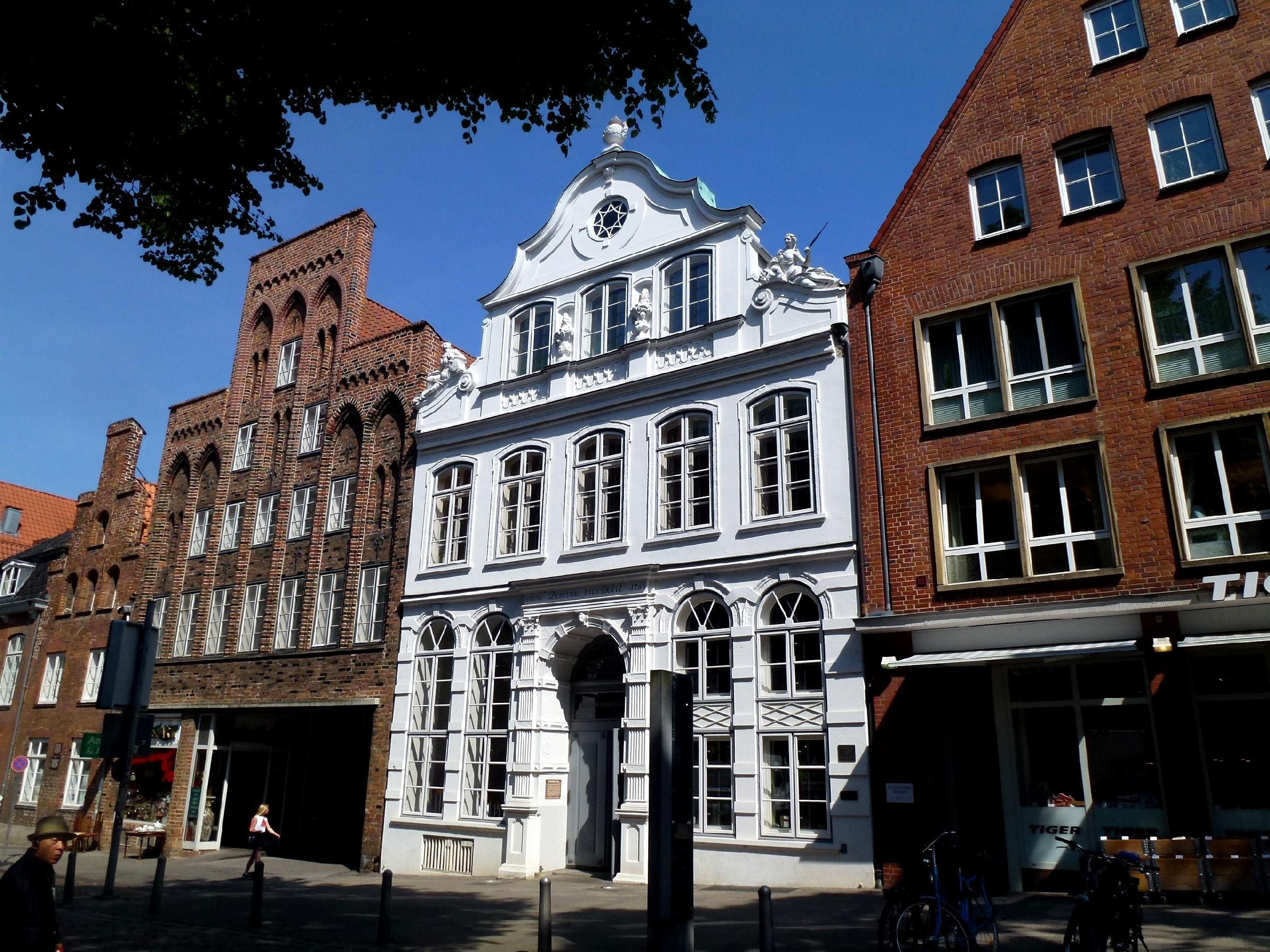
La maison (bâtiment blanc) des Buddenbrook à Lübeck.

### Partie I (1835)
Le roman s'ouvre en octobre 1835 avec trois générations de la famille Buddenbrook, réunies dans un des salons de la vaste et belle demeure que Johann Buddenbrook vient d'acquérir dans la Mengstrasse. On découvre la personnalité de l'aïeul Johann, libre penseur aimable, et de son épouse Antoinette Duchamp, hambourgeoise d'ascendance franco-suisse. Leur fils Jean devient le consul des Pays-Bas ; c'est un homme de son temps, admirateur de l'idéal  de la monarchie de Juillet, personnage scrupuleux, soucieux de la moralité traditionnelle des affaires. Son épouse, Elisabeth, est née Kröger. Tous deux ont, à cette époque, trois enfants, Christian, Tony (Antonie) et Thomas ; une quatrième enfant, Clara, naîtra une douzaine d'années plus tard. La cousine Clothilde, jeune fille sans fortune ni charme a perdu sa mère ; son père est intendant de l'ancienne propriété « Ungnade » dans le Mecklembourg ; Jean et Elisabeth l'ont recueillie et élevée à Lübeck. Tous vivent sous le même toit familial de la Mengstrasse. Les Buddenbrook donnent un grand repas de fête à l'occasion de l'inauguration de leur nouvelle maison, auquel participent  les membres de la famille, ainsi que les amis et relations : notables, négociants, pasteurs, etc. Il s'agit d'une soirée joyeuse et animée pour tous les invités. Cependant, une lettre, arrivée le jour même de cette réception, va jeter une ombre sur cette journée de fête : elle est adressée à Johann père par son fils Gotthold, né d'un premier lit ;  celui-ci lui réclame à nouveau une partie de son héritage dont il s'estime avoir été lésé. Le père, auquel Jean présente cette lettre, après le départ des invités, juge que son premier fils a reçu son dû, et refuse de donner suite à cette demande inconvenante de Gotthold.

### II (1838)
Nous sommes en avril 1838, le jour du baptême de Clara, quatrième et dernière enfant de Jean et Elisabeth. Jean inscrit l'événement dans le livre de raison de la famille, puis feuillette le carnet. On apprend ainsi qu'à la fin du xvie siècle, un Buddenbrook, le premier de ce nom, avait vécu à Parchim, que son fils avait été élevé à la dignité d'échevin à Grabau, puis qu'un autre Buddenbrook, tailleur d'habits, s'était marié à Rostock ; plusieurs années plus tard, le grand-père de Jean s'était installé à Lübeck, où il avait fondé un commerce de grains, le 7 juillet 1768. Cette date marque donc la fondation de la raison sociale Buddenbrook. Le grand-père avait par ailleurs laissé à Johann un conseil que lui et son fils auraient l'occasion de méditer : « Mon fils, consacre avec joie le jour aux affaires, mais non point à celles qui, la nuit, troubleront ton sommeil. » 
On découvre également les enfants de Jean et Elisabeth. Thomas est un adolescent sérieux et travailleur, destiné au commerce, en qui Jean place tous ses espoirs. Christian apparaît comme un caractère inquiet, mais aussi bouffon. Quant à Tony, c'est une jeune fille espiègle et pleine de joie. Si Johann compte sur Thomas pour sa succession, Christian l'inquiète : il est impoli avec ses professeurs et fait la cour à une actrice. « Voilà le chemin que prend notre fils… » déclare Jean à sa femme. Tony est une jeune fille gaie mais espiègle ; on décide de la mettre en pension chez Thérèse Weichbrodt. Elle s'y lie d'amitié avec Gerda Arnoldsen, jeune fille élégante et musicienne venue d'Amsterdam, et Armgard von Schillig, issue d'une famille noble, ce qui n'est pas le cas de Tony qui vient d'un milieu aisé mais bourgeois. Tony se montre attachée à la conscience de classe, et gardera sa vie durant ce goût pour le mot distingué, « [qui] était ancré dans [sa] petite tête (…). » Cependant « les années passaient et, à tout prendre, ce fut une jeunesse heureuse que celle de Tony Buddenbrook. »
En 1841, l'aïeule Antoinette meurt, suivie dans la mort deux mois plus tard par son époux Johann. Cette même année, le jeune Thomas, qui a seize ans, rejoint son père dans la gestion de la maison de commerce. Gotthold se réconcilie de mauvaise grâce avec son demi-frère Jean.

### III (1845)
Benix Grünlich (pour Benedikt), relation d'affaires du consul Jean Buddenbrook, rend visite à la famille lübeckoise. Cet homme flagorneur, à l'accoutrement ridicule, se présente aux membres présents comme un commerçant hambourgeois dont les affaires seraient prospères. Très vite, il remarque la jeune Tony, qui a maintenant dix-neuf ans, et entame une cour assidue. Si Grünlich produit une impression favorable sur les parents de Tony (il est fils de pasteur, a de très bonnes références), celle-ci ne supporte pas ses avances. Les parents de Tony soutiennent cependant la demande en mariage que Grünlich présente, mais ils se heurtent au refus de leur fille. Ses parents insistent, et Tony dépérit, si bien qu'on décide de l'envoyer en vacances à Travemünde dans le foyer, simple, mais accueillant et dévoué, du commandant de pilotage, Schwarzkopf.
Sur les bords de la Baltique, Tony s'éprend du fils Schwarzkopf, Morten, étudiant en médecine, amour partagé par le jeune homme. Les vacances se terminent et Tony retourne à Lübeck. Malgré cette idylle estivale et la promesse échangées entre les deux jeunes gens d'attendre fidèlement pour se marier, elle accepte l'union avec Benix Grünlich, par conformisme familial et social. C'est elle qui, de sa main, va compléter avec orgueil le livre de raison familial, pour annoncer ses fiançailles avec Grünlich. La signature du contrat de mariage assure une dot de 80 000 marks, payée comptant, au futur ménage ; une fois le mariage célébré, les nouveaux époux vont s'installer à Hambourg.
De son côté, son frère le jeune Thomas rend régulièrement visite à Anna, une jeune fleuriste qu'il connaît et fréquente depuis un an et demi, rompant avec le conformisme familial, et ses apparences mondaines.

### IV (1846-1855)
Tony se trouve bientôt enceinte. Christian a abandonné son idée d'aller à l'université, et on lui trouve un poste dans une société commerciale à Londres. Thomas est parti se former à Amsterdam où ses employeurs sont satisfaits de son travail. Son père Johann s'en félicite, mais se dit inquiet des affaires de sa maison, qui « continuent à aller bien doucement », alors que ses principaux concurrents locaux, Strunck et Hagenström, sont en pleine croissance. Le Zollverein a modifié la situation économique en Allemagne.
Le 8 octobre 1846, Tony accouche d'une fille, Erika. Bientôt la révolution allemande de 1848 frappe aux portes de Lübeck. Le bâtiment dans lequel siège l'assemblée de la ville est assiégé. Les représentants de la municipalité prennent peur. Le beau-père de Jean, Lebrecht Kröger, d'ascendance noble, qualifie à plusieurs reprises les manifestants de « racaille » et voit dans ce rassemblement une « infamie inouïe ». Finalement, Jean Buddenbrook parvient à calmer les manifestants de Lübeck, qui se dispersent. Son beau-père a été bouleversé par cet épisode tragique, et décède au pied des marches de sa maison. « Lebrecht Kröger, le cavalier à la mode, avait rejoint ses pères. »
En janvier 1850, Grünlich fait faillite, à l'immense surprise de sa femme et de Jean. Celui-ci refuse de l'aider : il s'aperçoit que son beau-fils lui a menti sur sa situation et que la dot apportée par sa fille avait été utilisée pour payer des créances commerciales. Tony et Erika repartent avec Jean pour Lübeck, où Tony demande et obtient le divorce. Elle écrit dans le livre de raison : « Cette union a été légalement dissoute en février de l'an 1850. »
Cette même année, Thomas revient à la maison, après une cure à Pau, destinée à soigner ses nerfs. L'héritage qui suit le décès de sa grand-mère maternelle (côté Kröger) permet aux Buddenbrook de regarnir leurs finances. À Londres, Christian mène une vie dissolue. Il annonce vouloir s'embarquer pour le Chili. Tony, dans son nouveau statut de divorcée, doit affronter le regard narquois et hautain de la haute société de la ville ; c'est le cas de Julie Hagenström, qui a fait un riche mariage…
À la fin de l'été 1855, le consul Jean Buddenbrook meurt, laissant la direction des affaires à Thomas.

### V (1856-1857)
Nouveau directeur des établissements Buddenbrook, Thomas s'associe à M. Marcus, le fidèle fondé de pouvoir de la maison, son homme de confiance. En février 1856, Christian revient à Lübeck après une absence de huit ans. La relation entre Thomas et Christian est difficile, les deux frères sont de caractères différents et ne s'entendent pas. Thomas est souvent irrité par les plaintes de Christian sur sa santé, sa passion pour le théâtre et les histoires, grossières, qu'il raconte sans répit… C'est ainsi qu'il déclare à Tony : « Il manque [à Christian] quelque chose, ce qu'on pourrait appeler l'équilibre, l'équilibre personnel. (…) C'est parce que Christian s'occupe beaucoup trop de sa propre personne et de tout ce qui se passe en lui. » Néanmoins, Christian rejoint l'entreprise familiale, mais ne parvient pas à prendre son travail au sérieux, si bien que ses relations avec Thomas ne cessent de se dégrader. En fait, Christian est prêt à reconnaître la supériorité de son frère en tant que gestionnaire de l'entreprise et pater familias. C'est précisément ce qui irrite Thomas, « cette façon de reconnaître son infériorité incontestable, cette indifférence, cette nonchalance, car Christian (…) semblait, au fond, n'attacher de prix ni à la supériorité, ni à la valeur, ni à l'honorabilité, ni au sérieux. »
En mai 1856, Gotthold, oncle de Thomas, meurt. Thomas, investi de la charge de consul royal des Pays-Bas à Lübeck, auparavant détenue par son père, doit se rendre à Amsterdam. Il y rencontre Gerda Arnoldsen, l'ancienne condisciple de Tony. Les deux jeunes gens se plaisent, si bien qu'à la fin juillet, les fiançailles sont annoncées. Le mariage de Gerda et Thomas est célébré en janvier 1857 à Lübeck.
Entre-temps, Elisabeth, Mme Buddenbrook mère, se tourne résolument  vers la religion, comme sa fille, la pieuse Clara. Elle organise des rencontres austères, consacrées aux lectures saintes et aux prières entre dévots. Clara fait ainsi la connaissance de Sievert Tibertius, un pasteur de Riga de passage à Lübeck : il la demande en mariage, ce qu'elle accepte volontiers. Tony se montre de plus en plus anticléricale, et exprime ses critiques envers ces « hommes noirs » :  « Mère (…), il faut tout de même que je te le dise, je suis surprise que la vie ne t'ait pas appris que tous ceux qui portent de longues redingotes et disent « Seigneur, Seigneur ! » ne sont pas toujours exempts de péchés. »

### VI (1857-1859)
Invitée à Munich par une amie, Tony fait la connaissance du commerçant Aloïs Permaneder — un homme simple de Bavière —  avec qui elle entretient des relations amicales. Permaneder se rend à Lübeck pour rendre visite à la famille de Tony et demande sa main. Contre toute attente, Tony accepte ce nouvel époux : si son futur mari n'est pas aussi distingué qu'elle le souhaiterait, ce mariage lui permettrait d'échapper à son état de « divorcée » qui lui pèse tant. Après la cérémonie, le couple part, avec Erika, s'installer à Munich. Malheureusement, la situation se dégrade rapidement : Aloïs Permaneder décide de se retirer des affaires et de vivre de rentes, modestes mais suffisantes pour lui ; il  trompe ainsi l'espoir de Tony de retrouver une situation sociale en accord avec le rang de sa famille patricienne de Lübeck… 
Au début de janvier 1859, Tony annonce à sa famille qu'elle attend un enfant. Hélas, cette petite fille meurt quelques minutes après sa naissance. En novembre de cette même année, elle surprend son mari qui tente d'embrasser leur bonne. Le lendemain même, Tony retourne à Lübeck avec sa fille, et refuse obstinément de rentrer chez son mari, malgré l'insistance de sa mère et de Thomas. Elle va finalement se résoudre à divorcer une nouvelle fois.
Du côté des deux frères, la relation entre Thomas et Christian continue à se dégrader. Thomas ne supporte pas que son frère décrive longuement ses propres maux et leurs symptômes, en lesquels il voit « les stupides résultats d'une répugnante analyse de soi-même ». En outre, la vie dissolue que Christian mène avec son ancien camarade de classe Gieseke le révulse. Il s'ensuit bientôt une vive altercation due à une réflexion de Christian, la veille, au cercle où se réunissent les hommes d'affaires aisés de la ville : « Au fond, et vu de près, tout commerçant est un filou ». Ces paroles mettent Thomas hors de lui : « je te défends, tu m'entends bien, je te défends de compromettre la maison d'une façon quelle qu'elle soit, comme tu l'as fait hier ! ». Thomas se dit prêt à lui verser une avance de cinquante mille marks sur l'héritage auquel il peut prétendre. Fin mai 1857, Christian part s'installer à Hambourg. Après quelque temps, la famille doit à nouveau venir à son aide : Christian a rencontré à Hambourg Aline Puvogel, une prostituée qui a deux enfants, et règle ses dépenses sans compter.
Ainsi, la dot importante versée à Tony et l'avance d'héritage à Christian nuisent aux affaires de la maison Buddenbrook ; si Thomas, son propriétaire et gestionnaire, reste un homme respecté sur le plan éthique, ses affaires courantes et ses moyens ne sont plus à la hauteur des enjeux du moment, alors que la Prusse va connaître un développement économique et politique sous l'influence du chancelier Bismarck.

### VII (1861 - printemps 1865)
Au printemps 1861, a lieu le baptême de Justus Johann Kaspar dit Hanno, le fils unique de Thomas et Gerda. C'est sa mère qui a choisi ce diminutif. Ce nouveau descendant ravive les espoirs de sa tante Antonie : « Nous autres Buddenbrook n'avons pas encore dit notre dernier mot, grâce à Dieu. (...) Maintenant que le petit Johann est là (...) [il] me semble qu'une ère nouvelle commence pour nous tous. » De son côté, Christian a maintenant trente-trois ans, mais en paraît beaucoup plus, vieilli par les douleurs qui le rongent ; il annonce à son frère que sa maîtresse a eu un troisième enfant, une fille, et qu'il en est le père et repart pour Londres.
Fin février 1862, Thomas est élu au Sénat de la ville, poste convoité par son concurrent, Hermann Hagenström. Bien qu'il  qu'il n'ait que trente-sept ans et que le renom de sa société croisse, on devine chez lui « un relâchement de son ressort, une accélération de l'usure… ». Tout en masquant cette inquiétude lancinante, il sauve les apparences et décide, en été 1863, de construire une nouvelle maison sur la Fischergrube. C'est alors que Christian annonce son intention d'épouser Aline Puvogel, qui n'appartient pas au milieu des Buddenbrook. Quant à Hanno, il se révèle un enfant frêle et chétif, qui subit des retards de développement, manque de vigueur physique et verse dans la mélancolie.
En juillet 1864, la famille reçoit une lettre de Clara annonçant  qu'elle souffre de la tuberculose ; elle décède sans enfant, un mois plus tard. Auparavant, elle avait  demandé à ses parents que sa part d'héritage soit versée à son mari. Il s'agit de cent vingt-sept mille marks, une somme qui vient grever les finances de la famille Buddenbrook, déjà mises à mal par la charge de la dot de Tony (80 000 marks) et les avances consenties à Christian, pour une somme identique. Thomas de conclure : « Et les affaires vont mal, désespérément mal depuis le moment précis où j'ai engagé plus de 100 000 marks dans la construction de ma maison... Oui, une famille où l'on voit des scènes pareilles est une famille qui décline. Croyez-moi, si notre père était encore de ce monde (...) il joindrait les mains et nous recommanderait tous à la miséricorde divine. » L'année suivante, en 1865, la faillite d'une maison de Francfort entraîne une nouvelle perte de 20 000 marks pour la firme Buddenbrook.

### VIII (1866 - 1868)
En 1866, Erika Grünlich fait la connaissance du nouveau directeur de l'Office municipal d'assurance contre l'incendie, Hugo Weinschenk, qui demande sa main en janvier 1867. L'homme vient d'un milieu petit-bourgeois et ses manières manquent de finesse; vu la délicate situation familiale du moment, il constitue un honorable parti. Pour Tony, cette union de sa fille lui permettrait de faire oublier propre son état de femme divorcée; elle ira habiter chez les Weinschenk. Les noces eurent lieu en avril, et « ainsi commença le troisième mariage de Tony Buddenbrook. » En janvier 1868, Erika donne naissance à une petite Elisabeth.
De retour à Lübeck depuis un certain temps, Christian peine toujours à s'intégrer dans la vie active. Une place lui est offerte par Weinschenk, mais cette activité ravive ses douleurs, ce qui le contraint à démissionner. Heureusement, son goût pour la musique le rapproche de sa belle-sœur Gerda, avec qui il entretient des relations cordiales.
Tony propose à Thomas d'accepter un marché hautement spéculatif qui n'est pas dans les habitudes de la maison Buddenbrook: il s'agit de racheter à moitié prix toute la récolte annuelle de céréales, encore « sur pied », du propriétaire du domaine de Pöppenrade, dans le Mecklembourg, qui est en proie à des difficultés financières. Thomas manque d'énergie et de lucidité. « À quarante-deux ans, [il] était un homme fini. (...) Rien ne subsistait plus de l'esprit neuf et entreprenant dont le jeune Thomas Buddenbrook avait un jour animé la maison [de commerce]. » Après plusieurs jours de tergiversation, il espère que la proposition de sa sœur réveillera cette énergie qui lui fait défaut et donnera un nouvel essor à son entreprise. Il accepte la conclusion du contrat qui est signé le 30 mai. Malheureusement, son fils Hanno, reste un enfant souffreteux et craintif, qui peine à se concentrer et se fatigue vite; il fait preuve en revanche de talents musicaux appréciés par sa mère.
Le 7 juillet 1868 est un grand jour, le centième anniversaire de la fondation de la maison Buddenbrook. Une grande réception est donnée chez Thomas et Gerda; la "bonne société" de la ville vient les féliciter de leurs succès. Deux ombres viennent ternir l'éclat de cette journée: Hanno est incapable de réciter la poésie apprise pour l'occasion. L'absence de sollicitude de son père, ses paroles dures et dédaigneuses ont raison de ses efforts: l'enfant éclate en sanglots. Ce même jour arrive un télégramme qui annonce que la grêle a détruit la récolte de céréales qu'il avait achetée « sur pied » pour renflouer les finances de l'entreprise.
Pour Hanno, la musique est un rayon de soleil dans la grisaille de son existence. Il prend des cours de piano avec l'organiste Pfühl, un ami de sa mère, et il se montre un élève doué et réceptif, contrairement à l'école. Il fait preuve d'une grande sensibilité artistique. Le 15 avril 1869, jour de son anniversaire, il joue avec sa mère devant la famille réunie, une fantaisie qu'il a lui-même composée. Il est parfaitement à l'aise, habité par la musique et se donnant totalement à l'exécution de son œuvre. Le contraste avec sa pauvre performance poétique est saisissant. Toutefois, son père reste dubitatif et craint que la musique nuise à ses ambitions professionnelles pour l'avenir.
Enfant solitaire, Hanno se prend néanmoins d'une vive amitié pour l'un de ses condisciples, un enfant au caractère  particulier, qui répond au nom et superbe titre de "Caïus, comte de Mölln". Cette relation  l'éloigne encore de son père. Hanno prend connaissance du "livre de raison" familial et parcourt la longue liste de noms qui y figurent. Arrivé à la dernière page, où se trouvent son prénom et sa date de naissance, il tire un double trait. Un peu plus tard, son père entre dans une vive colère en découvrant ce geste inconsidéré; il demande en criant à Hanno «ce qui [l]'a poussé à cette stupidité ». Son fils unique lui répond: « Je croyais, je croyais... qu'il ne viendrait plus rien. »    
Hugo Weinschenk, le gendre de Tony, est accusé de plusieurs escroqueries à l'assurance envers d'autres compagnies. Tony est d'autant plus inquiète que le procureur Moritz Hagenström, le frère de Hermann, mène l'instruction pénale. Elle redoute qu'il ne se montre particulièrement sévère, même si elle n'a plus guère d'estime pour le mari d'Erika; elle déclare à Thomas: « Il est tout de même des nôtres... Bonté du Ciel! un de nous en prison! ce n'est pas possible! » En janvier 1872, Hugo Weinschenk est condamné à trois ans et demi de prison ferme.

### IX (1871 - 1872)
Après le décès de la vieille Elisabeth — Mme Buddenbrook mère — à la suite une congestion pulmonaire, ses fils Christian et Thomas s'affrontent. Le premier décide qu'il faut liquider ou vendre l'entreprise et son siège social de Lübeck. Thomas cherche également à vendre sa maison, et lorsqu'il la fait visiter la maison à un acquéreur potentiel, on constate la détérioration de cette grande demeure bourgeoise, maintenant délabrée faute d'entretien. Cette description désolante contraste avec celle du début du livre qui mettait en valeur l'opulence des lieux. Hangenström, le dynamique concurrent des Buddenbrook, rachète la vénérable maison Buddenbrook, abat l'un des bâtiments et modifie profondément l'intérieur. Tony pleure la perte de leur maison d'enfance. Thomas a perdu le goût d'entreprendre et ne s'adapte pas au nouvel environnement économique qui modifie les règles de la concurrence créées par le Zollverein.

### X (1872 - 1875)
Bien que disposant encore de moyens financiers encore importants, Gerda et Thomas diminuent volontairement leur style de vie. Ils renoncent aux voyages lointains, et se contentent de sauver les apparences sociales auprès de leurs connaissances de Lübeck. Le jeune Hanno passe des vacances avec sa mère Gerda et Ida Jungmann à Travemünde, sur la Baltique, afin d'améliorer sa santé grâce au climat maritime. Ce sera malheureusement un échec complet ; Hanno préfère la musique aux exercices physiques. Le mari d'Erika, Hugo Weinschenk, bénéficie d'une libération anticipée, au début de 1875. Il se réfugie à Londres, abandonnant définitivement sa femme et leur fille. Thomas, père et chef de famille, ne croit plus à l'avenir de sa firme en raison d'un environnement économique défavorable (Zollverein, concurrence de Hambourg, nouvelles pratiques commerciales). Souffrant de maux de dents, il est soigné par le dentiste Brecht, mais ne supporte pas le traitement du fait de sa dépression et de son mauvais état général. Il décède brutalement chez lui, courant 1875, malgré les interventions du docteur Langhals.

### XI (1875 - automne 1876)
La liquidation de la firme des Buddenbrook a laissé un actif important, 650 000 marks, qui vont être gérés par l'exécuteur testamentaire, Stephan Kistenmaker, vieil ami de la famille. La vente précipitée des entrepôts et des stocks entame cette fortune qui permet néanmoins aux héritiers de vivre dans une certaine aisance. Hanno poursuit ses études secondaires en compagnie de son ami Caïus, comte de Mölln. Le proviseur du lycée, le docteur Wulicke, règne sur une équipe hétéroclite de professeurs — notamment Ballerstedt, Mantelsack, Marotszke — qui ne brillent pas par leur pédagogie. Hanno n'apprécie pas l'école et préfère se consacrer à la musique. Il interprète avec sa mère la célèbre Sonate pour piano no 24 de Beethoven. Une grave fièvre typhoïde aura raison de sa santé malgré les soins, quelque peu désordonnés, du docteur Langhals. Sa mère, Gerda, décide alors de retourner définitivement dans sa ville natale. Quant à Christian, il ne quitte plus guère sa résidence médicalisée.
Ainsi s'achève tristement le destin des Buddenbrook, en 1876, alors que l'unification allemande est réalisée sous la poigne de fer du chancelier Bismarck.

## Personnages

### La famille Buddenbrook

#### Johann père

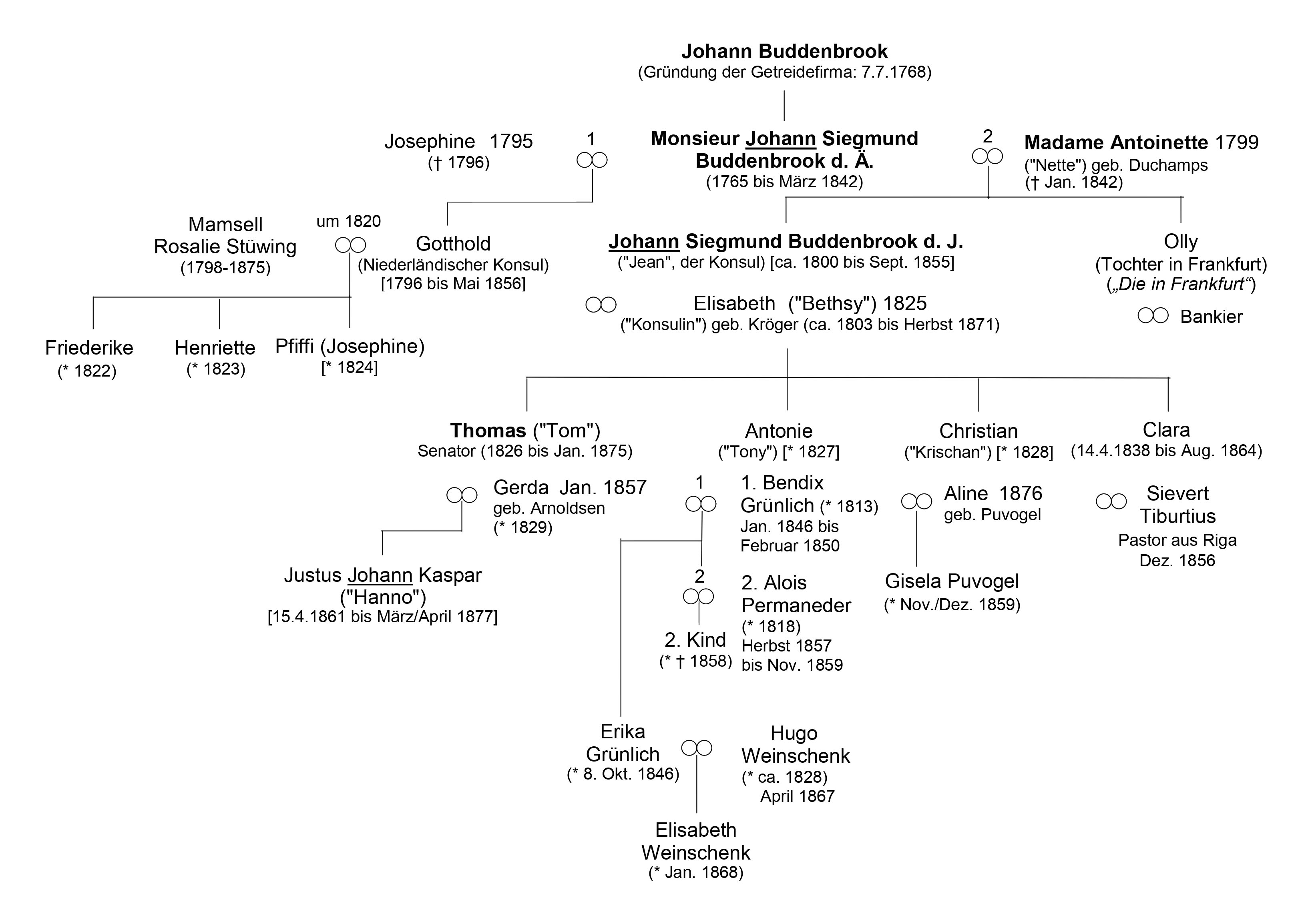
Arbre généalogique de la famille Buddenbrook.

Marié en 1799 en secondes noces à Antoinette Duchamps (1799 - 01.1842) de Hambourg, fille de huguenots Français immigrés. Johann père (1765 - 03.1842) n'a été uni à sa première épouse, Joséphine (morte en 1796), qu'une courte année, qui fut pourtant la période « la plus heureuse de sa vie ». Celle-ci est en effet morte en couches à la naissance de leur fils Gotthold (1796 - 1856), et Johann père n'a jamais pu pardonner « le meurtre de sa mère à cet intrus sans scrupule ». Le mariage de ce fils avec une femme de condition inférieure constituera un drame familial que son père n'acceptera pas.
Du second mariage avec Antoinette naît Johann, appelé à la française Jean, avec qui se poursuit la saga des Buddenbrook.

#### Johann fils, dit Jean, et ses enfants
Johann dit Jean (1800 - automne 1855) a épousé l'aristocrate hambourgeoise Elisabeth (Bethsy) Kröger (v. 1803-1871) en 1825. Ensemble, ils ont quatre enfants : Thomas, Antonie, Christian et Clara. Cet homme pieux et dynamique incarne l'éthique protestante sur laquelle sont fondés les codes de conduite de commerçants de la Hanse. Influencé par sa mère, il verse dans un piétisme qu'il place au service des affaires terrestres.

##### Le ménage de Thomas, Gerda et leur fils Hanno
Thomas (1826 - 01.1875), dit Tom, est le fils aîné de Johann et Elisabeth. Il assiste son père dans la direction de l'entreprise Buddenbrook. A la mort de ce dernier, il lui succède à la tête d'une société prospère et dynamique. En 1857, il épouse Gerda Arnoldsen (née en 1829 à Amsterdam) : de cette union naît le 15 avril 1861 un fils unique Justus Johann Kaspar surnommé « Hanno » . Gerda a bénéficié d'une formation artistique de haut niveau et joue excellement du violon. Elle fait preuve d'un esprit indépendant. C'est avec leur fils, le fragile Hanno de tempérament artiste, que se terminera la lignée séculaire des Buddenbrook, puisqu'il meurt prématurément en 1877, à seize ans, d'une fièvre typhoïde ; ce drame intervient deux ans après le décès de son propre père qui avait succombé à des maux dentaires et à un mal-être général.
Thomas
Thomas est le personnage central du roman, celui qui incarne le passage de l'éthique des commerçants de la Hanse à la philosophie des maîtres du soupçon en Allemagne, Schopenhauer et Nietzsche. Au sommet de sa carrière, il concentre entre ses mains les pouvoirs économiques et politiques dans la cité hanséatique de Lübeck. Il se montre pourtant inadapté aux évolutions économiques et sociales de son temps et incapable de réagir face aux nouvelles pressions concurrentielles, malgré les moyens financiers de la firme. Il a hérité d'une conception patriarcale du chef d'entreprise, « intendant des œuvres de Dieu sur terre ». Sa crise de milieu de vie commence tôt, alors qu'il n'a pas encore quarante ans. Elle est aggravée par les espoirs déçus qu'il avait placés en son fils unique, Hanno. Thomas n'est guère soutenu par sa femme Gerda, qui se réfugie dans l'exercice de la musique, ni par sa sœur Tony qui, malgré tous ses efforts, ne parvient pas à faire valoir les préséances de sa classe. Quant à son frère, Christian, il mène une vie dissolue, travaille peu, et a une santé défaillante.

##### Christian
Ses frasques, son dilettantisme et son caractère hypocondriaque font de Christian (né en 1828) un « raté » au regard des ambitions sociales de sa famille. Il tente à plusieurs reprises de travailler, d'abord pour l'entreprise familiale dirigée par Thomas, puis en divers autres endroits, notamment à Hambourg où il essaie de se lancer dans de petites entreprises artisanales. Au fond, sa vie se résume à des allers-retours entre Hambourg et Lübeck, où il passera ses journées à fréquenter un club privé, dans lequel il trouve une sorte de famille d'adoption.
Lors de la lecture du testament de leur mère, il s'en prend  à son frère Thomas, par qui il se sent méprisé. Il entame ensuite une liaison avec une fille d'origine douteuse, Aline Puvogel, avec laquelle il aura un enfant. Cette relation et cet « héritier », né hors mariage, lui attirent les foudres de sa famille, notamment de la part de son frère Thomas. Celui-ci déclare que dans ces conditions Christian ne saurait plus prétendre à l'héritage des Buddenbrook.
Thomas Mann le dote d'un physique plutôt ingrat, avec des jambes grêles, un teint flavescent et des cheveux blond roux épars qui annoncent une calvitie prématurée ; il dresse ainsi le portrait d'un homme fragile et sans ressort, qui paraît plus vieux que son âge réel. L'auteur caricature en lui la figure du valétudinaire, du personnage maladif qui frôle l'hypocondrie et se complaît à évoquer ses maux en tous genres. Parmi eux, on mentionnera  particulièrement son fameux « Qual », mot allemand signifiant « tourment ». Il s'agit d'une sorte de douleur permanente que le Docteur Langhals diagnostiquera comme étant l'expression de diverses névralgies.
Ce « Qual » est l'excuse et le prétexte à tout. C'est aussi ce qui rend le personnage assez pitoyable. Peut-être un peu mythomane, racontant ad nauseam les péripéties qu'il aurait vécues à Londres ou à Valparaiso dans ses jeunes années, quand il souhaitait s'affranchir de ses origines, Christian rappelle certaines figures de James Joyce dans Gens de Dublin, frappées d'une paralysie psychologique profonde qui les prive d'un épanouissement personnel. Ses récits — parfois cocasses, parfois d'un comique franc qui s'oppose à la rigidité bourgeoise de son frère Thomas, parfois invraisemblables — ont pour point commun d'être interminables ; ils divertissent davantage sa sœur Antonie et son neveu Hanno, et lui valent l'indulgence bienveillante de sa mère, hormis quand ils frôlent l'obscénité. Personnage à la fois minable et sympathique, il fait sourire, énerve, agace. Malgré sa complaisance à rappeler sa santé déplorable, il survivra quelques années tant à Thomas qu'à leur sœur Clara. Il insuffle au roman sa part de tonalité pathétique, par la voie de la dérision.

##### Antonie, dite Tony, Bendix Grünlich et Aloïs Parmeneder
Antonie (née en 1827), dite Tony, est une enfant jolie, gâtée, et avenante. Devenue adulte, elle se voudra la dépositaire rigoureuse de l'honneur familial. C'est sur ses propos d'enfant de huit ans, surpris dans une conversation chaleureuse avec son grand-père, que s'ouvre le roman. Les trois premières parties du roman cristallisent le rôle décisif qu'elle jouera dans ce drame familial. Bien que s'étiolant peu à peu, sa présence demeurera significative jusqu'à la fin du roman.
Moqueuse et espiègle, c'est une enfant puis une adolescente radieuse et pétulante, aimée et cherchant à l'être de tous, fière et jouissant du statut de sa famille patricienne qui rejaillit sur elle dans les salutations que lui adressent les passants. Dès son enfance, elle possède une conscience de classe écrasante qui la déchirera dans les décisions qu'elle devra assumer.
Ainsi, elle exprime des jugements lucides et railleurs sur Bendix Grünlich (1813 - 1850, de Hambourg), qui demande sa main ; elle finira pourtant par se plier aux désirs de ses parents qui donnent sa main au soupirant. Elle s'est éprise d'un autre jeune homme, Morten Schwarzkopf, qu'animent des sentiments sincères. Bendix (pour Benedikt) Grünlich, bien que flagorneur et dépourvu de charme, convient à ses parents, car il leur semble bien éduqué, parfait chrétien et homme d'affaires avisé. Leur mariage a lieu en 1846.
L'ironie tragique de la troisième partie du roman repose sur la juxtaposition de deux attitudes antagonistes des personnages : le discours égalitaire et socialiste du jeune Morten Schwarzkopf, qui conteste les privilèges de classe, et l'extrême conformité mondaine à laquelle Antonie se résigne en épousant Grünlich. Thomas Mann formule ainsi une double critique visant des situations extrêmes dans une société matérialiste triomphante ; celle-ci connaît des hiérarchies sociales très diverses selon les régions, les familles et les secteurs d'activité : c'est le préambule des mouvements de 1848 qui seront l'objet de la quatrième partie. Ainsi, les trois premières parties décrivant l'enfance dorée de cette enfant espiègle, suivie par l'idylle avec Morten, feront figure de paradis perdu. À partir du mariage de Tony avec Grünlich, s'enclenche inexorablement la chute de l'ancestrale maison de commerce de Lübeck. Il s'agit d'une tragédie familiale, économique et sociale liée aux rigidités de caste.
Tony se résigne à ses obligations sociales, renonce à la possibilité de mener la vie de bonheur à laquelle la destinaient, à la fois son statut social élevé, et sa personnalité rayonnante.
Devenue veuve, Tony épousera en 1857 un Bavarois quelque peu rustre, Aloïs Permaneder (1818 - 1859), dont elle aura un enfant mort-né en 1858.

##### Le ménage d'Erika et Hugo Weinschenk
Le couple aura une fille, Erika (née le 8 octobre 1846). En avril 1867, celle-ci épouse Hugo Weinschenk (né vers 1828), directeur de l'office municipal d'assurances contre l'incendie. En janvier 1868, les Weinschenk ont une fille, Elisabeth. En janvier 1872, Weinschenk est condamné à trois ans et demi de prison pour escroquerie. Libéré par anticipation en janvier 1875, il part pour Londres, assurant qu'il veut y faire venir Erika et Elisabeth. En réalité, il disparaît et ne donne plus de nouvelles.

#### Clara
Le dernier enfant de Jean, Clara (14 avril 1838 - août 1864), est une jeune femme affichant une dévotion austère ; elle épouse le pasteur Sievert Tiburtius de Riga, où le couple va s'installer. Clara est emportée par la tuberculose et meurt sans enfant.

### Autres membres de la famille
Gotthold (1796 - 1856) est le demi-frère de Jean Buddenbrook, né du premier mariage de Johann. Sa naissance coûta la vie à sa mère. Il tente d'obtenir de son père une part importante de l'héritage. Il épouse contre la volonté de son père une femme de « classe inférieure » du nom de Rosalie Stüwing (1798-1875) , ce que son demi-frère Jean commente ainsi: « Que n'a-t-il agi raisonnablement ! Pourquoi avoir épousé cette demoiselle Stüwing et sa... boutique ? (...) C'est une faiblesse, que cette aversion de mon père contre le magasin, mais Gotthold aurait dû respecter cette petite vanité... ». Gotthold et sa femme auront trois filles : Frédérique (née en 1822), Henriette (née en 1823) et Pfiffi (pour Joséphine, née en 1824), qui ne trouveront pas de parti en raison de leur pauvreté.
Clothilde est une cousine pauvre que la famille a recueillie ; elle se signale par son grand appétit et son physique disgracieux.
Justus Kröger est le frère d'Elisabeth Buddenbrook ; ses deux fils, Jakob et Jürgen ont le même âge que Thomas et Christian Buddenbrook. Lebrecht Kröger est le père de Justus et d'Elisabeth. Les Kröger de Hambourg cultivent des mœurs aristocratiques et mènent une vie culturelle et mondaine, ce qui les distingue des Buddenbrook qui cultivent des vertus austères et pratiques limitées aux affaires.

### Les amis et l'entourage proche
L'entourage proche de la famille comprend notamment Ida Jungmann, la gouvernante des enfants de Johann fils, puis de Hanno : elle sert les Buddenbrook pendant plus de 40 ans. Guillaume Marcus, est le fidèle fondé de pouvoir de la firme. Dans le cercle des amis, figurent, parmi beaucoup d'autres, Friedrich  Grabow, médecin de la famille, ainsi que le docteur Langhals qui lui succèdera dans cette fonction. Il y a aussi le négociant en vin Koeppen, ainsi que Jean-Jacques Hoffstede, poète et ami proche de l'aïeul Johann père. Selon certains, Thomas Mann aurait imaginé ce dernier personnage à partir du poète allemand Emanuel Geibel, ce qui est controversé.
Le romancier met en scène de nombreux personnages secondaires qui font partie de l'environnement humain des Buddenbrook dans la ville hanséatique : tous contribuent à la richesse du tableau de la société lübeckoise du XIXe siècle.

## Analyses et interprétations de l'œuvre
L'œuvre Les Buddenbrook a été d'abord qualifiée de roman sur l'hérédité. Pourtant ce thème répandu parait réducteur : la décadence mise en scène dans le roman serait due à la place prépondérante prise chez les protagonistes par leur vie intérieure, par leurs aspirations personnelles, qui l'emporteraient sur l'activité professionnelle et commerciale et l'esprit d'entreprise qu'elle suppose. De fait, la première cause de dégénérescence de la famille Bruddenbrook semblerait être la sensibilité croissante de ses membres avec les générations successives. En ce sens, Hanno et son arrière-grand-père Johann présentent des attitudes opposées : l'aïeul est habité par les exigences professionnelles d'une entreprise commerciale, tandis que son ultime descendant se passionnera pour le théâtre et la musique. Cette contradiction flagrante avec les ambitions de sa famille nourrira le désespoir du dernier héritier Buddenbrook :  la maladie va accélérer l'engrenage destructeur dans lequel il se débattra jusqu'à son décès.
Il ne s'agit pas non plus d'un roman historique. Le contexte politique et social constitue l'arrière-plan devant lequel évoluent les multiples personnages. Une interprétation classique de l'œuvre souligne l'analyse de la décadence sociale de la bourgeoisie allemande. Selon Lionel Richard, Thomas Mann n'aurait pas poursuivi ce but en priorité. Il s'agirait plutôt, selon lui, de montrer l'opposition inconciliable entre les styles de vie de l'artiste et du bourgeois. Thomas Mann s'appuierait sur certaines théories en vogue à la fin du xixe siècle qui établissaient un lien entre le génie artistique, la décadence, la folie et la dégénérescence sociale. Toutefois, Mann ne se laisse pas enfermer pas dans cette opposition simpliste. Il réussit à dessiner une vaste fresque de la bourgeoisie d'affaires issue de la Hanse, ce qui constitue un tour de force littéraire pour le jeune écrivain qu'il était alors. La thèse centrale du livre serait ainsi, selon certains commentateurs : quand les hommes disposent de leur liberté de penser, répondant aux aspirations de leur espace intérieur, ils perdent leur énergie vitale. Suivant les influences combinées de Schopenhauer, de Nietzsche et de Wagner, Thomas Mann considérerait comme inconciliables, à cette époque, l'engagement dans la vie des entreprises et la liberté de l'esprit. Le développement de l'activité culturelle et intellectuelle entraînerait le dépérissement de l'énergie vitale placée au service de la société.

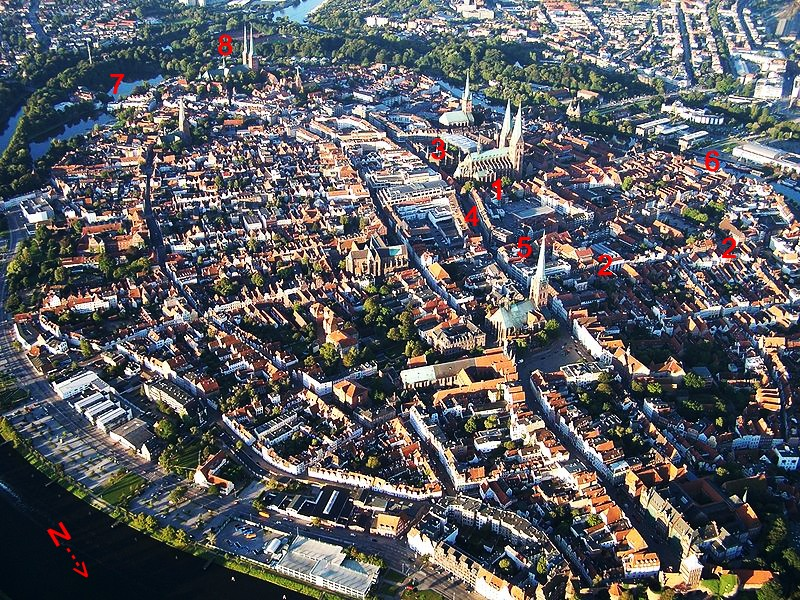
La Lübeck des Buddenbrook. 1. Mengstraße N° 4: maison des Buddenbrook/Mann (musée); 2. Fischergrube: nouvelle maison de Thomas; magasin de fleurs d'Anna ; 3. Hôtel de ville: Parlement et Sénat; 4. Breite Straße; 5. rue Beckergrube: Théâtre et Club; 6. rivière Trave; 7.

On a aussi pu interpréter ce roman comme la mise en scène du déclin de la bourgeoisie commerçante à l'image de celui de la famille Mann, transformant ainsi les Buddenbrook en une sorte de roman à clef. Thomas Mann appartenait à une famille de négociants de Lübeck semblable aux Buddenbrook, dont la troisième génération dut liquider leur ancestrale société de commerce. A la mort de son père, en 1891, le jeune Thomas Mann avait 16 ans. Aucun des enfants, garçons et filles, ne s'engagea dans une activité commerciale. Julia Mann, mère de Thomas, déménagea en Bavière en 1894 avec ses enfants. Heinrich, l'aîné de la famille, s'était lancé dans une carrière de libraire, puis de romancier et de publiciste. Leurs deux sœurs se suicideront pour des raisons différentes dans la région de Munich, pendant l'entre-deux-guerres. Leur frère cadet, Viktor deviendra expert agricole en Bavière.
La critique moderne s'est également orientée vers l'étude de l'environnement économique et social de Thomas Mann, ainsi que de l'évolution de ses conceptions en la matière. Ses expériences de vie personnelles et familiales, dans un siècle agité, l'ont amené à abandonner sa tour d'ivoire et ses tendances conservatrices pour répondre aux exigences du jour (« Forderungen des Tages »), imposées à sa famille et à son entourage proche. Le romancier fournit de multiples et précises indications financières concernant la situation de la firme Buddenbrook et de ses propriétaires. Il souligne le défaut de réinvestissement dans les activités commerciales, pour des raisons familiales, au moment où l'environnement concurrentiel se durcit profondément. Ce faisant, le romancier explore les motivations profondes du chef d'entreprise. Ce sujet d'étude est aujourd'hui loin d'être épuisé, au delà des conceptions de Max Weber, d'Ernst Troeltsch et de leurs successeurs en matière d'esprit d'entreprise, de sciences économiques et sociales et d'idéologie religieuse. Georg Simmel, Joseph Schumpeter, Peter Drucker, Thornstein Veblen, ainsi que de nombreux représentants de l'école marxiste, ont été mis à contribution pour situer l'œuvre de Thomas Mann dans son contexte contemporain.

### Le Lübeck des Buddenbrook
En ce qui concerne Lübeck, la « Hanse Stadt », sa ville natale et le berceau de sa famille, « Thomas Mann invente peu. Les lieux, les murs, l'histoire, tout fait l'objet de lectures et d'enquêtes, dont les carnets de travail portant témoignage ; l'image retenue est d'une fidélité entière. » La maison des Buddenbrook était la première maison de la famille Mann de la Mengstrasse ; c'était un hôtel particulier du xviiie siècle, typique de l'architecture des villes portuaires et commerçantes de la Baltique. Comme une partie importante de la ville, elle a été détruite lors des bombardements alliés de 1942 ;  seule la façade a été reconstruite à l'identique. La maison portait au fronton la devise Deus providebit (« Dieu y pourvoira »).
La ville-Etat a adhéré en 1868 au Zollverein, décision inéluctable après l'annexion du Holstein et du Lauenburg voisins par la Prusse. Thomas Buddenbrook y est favorable, mais le commerce international souffrira des traités protectionnistes du Zollverein, restreignant les échanges avec les pays baltes, la Norvège, la Suède et la Finlande. Disposant de son Hinterland, de la liaison ferroviaire avec Berlin et de son vaste port sur l'Elbe, Hambourg devient une concurrente redoutable de Lübeck à la fin du XIXe siècle. Seuls survivront les entreprises qui sauront s'adapter au monde moderne, à ses besoins et à ses contraintes, dans un contexte éthique évolutif.

## Adaptations

### Au cinéma
- 1923 : Die Buddenbrooks (de), film muet allemand réalisé par Gerhard Lamprecht, avec Peter Esser (de) et Mady Christians
- 1959 : Les Buddenbrook (Buddenbrooks), film ouest-allemand réalisé par Alfred Weidenmann, avec Liselotte Pulver et Hansjörg Felmy

### À la télévision
- 1965 : Buddenbrooks, mini-série britannique, avec Kenneth Griffith et Nigel Stock
- 1971 : Die Buddenbrooks, mini-série italienne, avec Nando Gazzolo et Ileana Ghione (it)
- 1979 : Die Buddenbrooks, mini-série franco-allemande, avec Ruth Leuwerik et Noëlle Châtelet
- 2008 : Les Buddenbrook, le déclin d'une famille, téléfilm allemand réalisé par Heinrich Breloer, avec Armin Mueller-Stahl (Johann), Iris Berben (Elisabeth), Jessica Schwarz (Antonie), August Diehl (Christian) et Mark Waschke (Thomas)

### Au théâtre
Par la compagnie Puppentheater Halle (Allemagne) en 2011.